# Aurila convexa
Aurila convexa är en kräftdjursart som först beskrevs av Baird 1859.  Aurila convexa ingår i släktet Aurila, och familjen Hemicytheridae. Arten är reproducerande i Sverige.